# 玉川伊佐男
玉川 伊佐男（たまがわ いさお、1922年〈大正11年〉1月11日 - 2004年〈平成16年〉1月1日）は、日本の俳優。本名同じ。

## 来歴・人物
東京府東京市四谷区新宿（現・東京都新宿区四谷）出身。1942年、松竹楽劇座入座。1944年、渡満劇団新女苑入座。1948年、松竹劇団新風俗文芸部入座。1952年7月、劇団泉座に入団。後に同劇団の代表となる。プレーヤーズセンター、東京俳優生活協同組合を経て、1966年から2004年に亡くなるまで石原プロモーションに所属。
さまざまなジャンルの作品で知的な悪役を演じる一方、特撮テレビドラマ『スーパーロボット レッドバロン』等ではコミカルな演技やアクションも披露した。日本俳優連合の常務理事として俳優の地位向上にも広く貢献。1998年には芸能功労章も受賞した。
鈴木清順監督の信任も厚く、映画では数多くの清順作品に出演。石原裕次郎とも日活映画への出演を通して交流を深め、石原プロモーション製作の刑事ドラマ『大都会』シリーズではレギュラーとして活躍した。
『スーパーロボット レッドバロン』で擬斗を担当した高倉英二は、玉川について「人柄が良く、芝居について遠慮なく話ができた」と証言している。

## 出演作品

### 映画
- 太陽のない街（1954年、新星映画）
- 女の決闘（1959年、新東宝）
- 日本仁侠伝 血祭り喧嘩状（1959年、日活）
- 下町の太陽（1963年、松竹）
- 拝啓天皇陛下様（1963年、松竹）
- 陸軍残虐物語（1963年、東映）
- 花と怒涛 (1964年、日活)
- 肉体の門（1964年、日活）
- 帰郷（1964年、日活）
- 黒いダイスが俺を呼ぶ（1964年、日活）
- 乾いた花（1964年、松竹 / にんじんくらぶ）
- 春婦伝（1965年、日活）
- 青春の裁き（1965年、日活）
- 怪談せむし男（1965年、東映）
- 東京流れ者（1966年、日活）
- けんかえれじい（1966年、日活）
- 逃亡列車（1966年、日活）
- 殺しの烙印（1967年、日活）
- 東宝8.15シリーズ（東宝）
  - 日本のいちばん長い日（1967年）
  - 激動の昭和史 軍閥（1970年）
  - 激動の昭和史 沖縄決戦（1971年） - 釜井航空参謀[8]
- 東京市街戦（1967年、日活）
- 黄金の野郎ども（1967年、日活）
- 黒部の太陽（1968年、三船プロ / 石原プロ / 日活）
- 昭和のいのち（1968年、日活）
- 無頼非情（1968年、日活）
- 忘れるものか（1968年、日活）
- 栄光への5000キロ（1969年、石原プロ / 松竹）
- 富士山頂（1970年、石原プロ / 日活）
- 女子学園 ヤバい卒業（1970年、日活）
- 男の世界（1971年、石原プロ / 日活）
- 戦争と人間 第二部・愛と悲しみの山河　（1971年、日活）
- 蘇える大地（1971年、石原プロ / 松竹）
- 影狩り（1972年、石原プロ / 東宝）
- 黒の奔流（1972年、松竹）
- 仁義の墓場（1975年、東映）
- 歌麿 夢と知りせば（1977年、太陽社 / 日本ヘラルド映画）
- 悲愁物語（1977年、松竹）
- 八甲田山（1977年、東宝）
- 霧の旗 （1977年、東宝）
- ふりむけば愛 （1978年、東宝）
- 十代 恵子の場合（1979年、東映）
- ツィゴイネルワイゼン（1980年、シネマ・プラセット）
- 二百三高地（1980年、東映）
- 陽炎座（1981年、日本ヘラルド映画）
- ねずみ小僧怪盗伝（1984年、松竹）
- 恋子の毎日（1988年、東映）
- 弘高青春物語（1992年、旧官立弘前高等学校同窓会）

### テレビドラマ
- ダイヤル110番（1957年、NTV）
- オンボロ人生（1959年、CX） - ゴミ箱評論家
- この光は消えず「からくり儀右衛門」（1960年11月24日、NHK） - からくり儀右衛門
- 図々しい奴（1963年、TBS）
- 大河ドラマ （NHK）
  - 太閤記（1965年） - 朝比奈能泰
  - 天と地と（1969年） - 松原内匠 / 江崎但馬
  - 樅ノ木は残った（1970年） - 井川頼之
  - 国盗り物語（1973年） - 佐久間大学
  - 勝海舟（1974年） - 島田鷲郎
  - 獅子の時代（1980年） - 生田警部
  - 独眼竜政宗（1987年） - 中野宗時
- 三匹の侍（CX）
  - 第4シリーズ 第5話「二足の草鞋」（1966年） - 鉄五郎
  - 第5シリーズ 第25話「愛憎三猿」（1968年） - 陣野十郎太
  - 第6シリーズ 第1話「荒野に在り」（1968年） - 九木左膳
- 風 第21話「誰がための仇討ち」（1968年、松竹 / TBS） - 孫作
- 五人の野武士 第1話「帰って来た剣豪」（1968年、三船プロ / NTV） - 六角武太夫
- キイハンター（東映 / TBS）
  - 第19話「死者からの電話」（1968年）
  - 第126話「走れ! 金塊ヨット真夏の海を」（1970年） - 滝田
  - 第177話「殺しはキッスで始まった」（1971年） - バベル
  - 第239話「地獄の殺人! 大捜査網」（1972年） - 秋月
- 無用ノ介 第2話「無用ノ介の首500両也」（1969年、国際放映 / NTV） - 矢七
- 五番目の刑事　第7話「復讐のガンまん」（1969年、東映 / NET） - 玉村
- 鬼平犯科帳 第1シリーズ 第13話「埋蔵金千両」（1969年、NET / 東宝） ‐ 須川の利吉
- 大江戸捜査網（1970年、日活→三船プロ / 12ch）
  - 第5話「ねずみ小僧只今参上」（1970年） - 大島八左衛門
  - 第93話「除夜の鐘にて参上」（1972年） - 大沼大膳
  - 第317話「傷だらけ涙の人情駕籠」（1977年） - 柳澤釆女
  - 第347話「海女が秘めた海底の罠」（1978年） - 保坂軍太夫
  - 第386話「幼女が裁いた赤い罠」（1979年） - 堺要蔵
  - 第396話「火つけ軍団 凶悪の罠」（1979年） - 間宮長門守
  - 第421話「人質救出 甦る父娘の絆」（1979年） - 伊勢屋幸兵衛
  - 第619話「姫が消えた!非情の囮作戦」（1983年） - 三隅主水
- 火曜日の女シリーズ 蒼いけものたち（1970年、NTV / 東宝）- 高山警部
- 千葉周作 剣道まっしぐら 第21話「晴れすがた男子一生の剣」（1971年、TBS）- 榊優一郎
- 大忠臣蔵 第33話「山科の別れ」（1971年、三船プロ / NET） - 進藤源四郎
- 軍兵衛目安箱 第22話「宿場、暁の中に」（1971年、東映 / NET）） - 猪股主膳
- 鬼平犯科帳 第2シリーズ 第18話「情事」（1972年、NET / 東宝） - 牛堀九万之助
- シルバー仮面（1971年 - 1972年、宣弘社 / TBS） - 大原道男
- パナソニック ドラマシアター（TBS / C.A.L）
  - 水戸黄門
    - 第3部 第2話「明神谷の決闘 -小田原-」（1971年12月6日） - 松田玄蕃
    - 第4部 第11話「地獄へ落ちた悪い奴 -庄内-」（1973年4月2日） - 榊原隼人
    - 第5部 第24話「二人の御老公 -佐賀-」（1974年9月16日） - 勝山大蔵
    - 第6部 第27話「箱根の山は天下の嶮 -箱根-」（1975年9月29日） - 笹井陣之進
    - 第7部 第21話「江戸から来た密使 -新発田-」（1976年10月11日） - 矢崎源左衛門
    - 第8部 第9話「人情しだれ柳 -岡崎-」（1977年9月12日） - 和久十太夫
    - 第9部 第24話「弟思いの一番勝負 -川越-」（1979年1月15日） - 杉山源助
    - 第10部
      - 第3話「狐が化けたお姫様 -小田原-」（1979年8月27日） - 安藤内記
      - 第21話「じゃじゃ馬娘はお医者様 -岩村-」（1980年1月7日） - 西尾治太夫

    - 第11部
      - 第13話「陰謀あばいた俵牛 -陸前高田-」（1980年11月10日） - 吉沢軍蔵
      - 第23話「鎌倉彫にかけた意地 -鎌倉-」（1981年1月19日） - 戸崎監物

    - 第12部 第11話「献上塩昆布にかけた意地 -大坂-」（1981年11月9日） - 工藤甚十郎
    - 第14部
      - 第7話「無法裁いた孤独の十手 -花巻-」（1983年12月12日） - 峯岸陣十郎
      - 第27話「殿様を泣かせた娘 -勝山-」（1984年4月30日） - 奥野帯刀

    - 第15部（1985年） - 脇田兵部
      - 第1話「謎の美剣士隠密旅 -高松-」
      - 第11話「老公暗殺! 火炎地獄 -福岡-」
      - 第39話「野望砕いた江戸城の対決 -江戸-」

    - 第16部 第26話「おてんば姫君七変化 -亀田-」（1986年10月20日） - 河辺豊後
    - 第17部 第22話「惚れた娘はお姫様 -竜野-」（1988年1月25日） - 成瀬掃部
    - 第18部
      - 第14話「泣き笑い助太刀志願 -小浜-」（1988年12月12日） - 金井軍太夫
      - 第33話「天下を裁く御意見番 -江戸-」（1989年5月1日） - 米倉政常

    - 第19部（1990年）
      - 第17話「輪島塗りに潜む罠 -輪島-」 - 小坂七左衛門
      - 第29話「天下御免の大芝居 -江戸-」 - 稲葉相模守

    - 第20部 第26話「育ての親はだめ親父 -荻-」（1991年5月6日） - 県 三十郎
    - 第21部 第7話「目ざす敵は瓜ふたつ -津和野-」（1992年5月18日） - 清左衛門
    - 第22部（1993年） - 工藤右京
      - 第1話「水戸黄門 -水戸-」
      - 第2話「旅のはじめの鬼退治 -佐倉-」
      - 第10話「暗雲晴れた和歌山城 -和歌山-」

    - 第23部 第32話「酒にのまれて人殺し -兵庫-」（1995年3月20日） - 住吉屋
    - 第24部
      - 第10話「盗まれた三葉葵の印籠 -高知-」（1995年11月20日） - 深尾且秀
      - 第28話「悪を砕いた世直し剣 -長岡-」（1996年4月8日） - 河井強右衛門

    - 第25部 第33話「姑ふたりの嫁いびり -角館-」（1997年8月11日） - 都築掃部
    - 第26部 第1話「伊賀への旅立ち -伊賀上野-」（1998年2月9日） - 百瀬屋
    - 第28部 第9話「関所を破る男装の密使 -新居-」（2000年5月8日） - 新篠久右衛門

  - 大岡越前
    - 第4部 第6話「黒い影」（1974年11月11日） - 大沢主水
    - 第7部 第8話「美女に迫る魔の牙」（1983年6月13日） - 山脇正兼
    - 第8部 第22話「江戸から消えた御奉行様」（1984年12月17日） - 田沢民部
    - 第10部 第26話「辻斬り三葉葵の陰謀」、第27話「将軍吉宗暗殺計画」（1988年） - 成島惣右衛門
    - 第11部 第22話「贋金を掏った女」（1990年9月17日） - 岩室源十郎
    - 第13部 第14話「辻斬りは三葉葵の紋所」（1993年2月15日） - 石川出羽守

  - 江戸を斬る
    - 江戸を斬る 梓右近隠密帳 第21話「凧々あがれ」（1974年2月18日） - 清水兵馬
    - 江戸を斬るIV 第22話「渡る世間に鬼はなし」（1979年7月9日） - 太田監物
    - 江戸を斬るV 第12話「鍾馗人形殺人事件」（1980年5月5日） - 村上将蔵
    - 江戸を斬るVII 第16話「陰謀砕く孤独の剣」（1987年） - 池田主膳

  - 翔んでる!平賀源内 第12話「天下一品南蛮揚げ」（1989年）
- 江戸巷談・花の日本橋 第15話「はやみみ繁盛記」- 第16話「お雪一番手柄」（1972年、KTV） / 東映）
- 世なおし奉行 第6話「二つの脅迫状」（1972年、東映 / NET）
- 太陽にほえろ! （東宝 / NTV）
  - 第10話「ハマッ子刑事の心意気」（1972年） - 田丸刑事（神奈川県警浜崎署捜査係長）
  - 第17話「俺たちはプロだ」（1972年） - 田丸刑事（七曲署捜査第二係）
  - 第39話「帰って来た裏切者」（1973年） - 七曲署刑事
  - 第132話「走れ! ナポレオン」（1975年） - 本庁刑事
  - 第168話「ぼんぼん刑事登場!」（1975年） - 城南署捜査第一係長
- ウルトラマンA 第38話「復活! ウルトラの父」（1972年、円谷プロ / TBS） - サンタクロース（ウルトラの父の人間態）
- 木下恵介アワー 思い橋（1973年、TBS） - 吉野
- 遠山の金さん捕物帳 第134話「過去を失った男」（1973年、東映 / NET） - 弥七
- 子連れ狼 第14話「御定書七十九条」（1973年、ユニオン映画 / NTV） - 岡っ引き洗蔵
- スーパーロボット レッドバロン（1973年 - 1974年、宣弘社 / NTV） - 熊野一平
- 科学捜査官 第16話「ノミ屋殺し」（1974年、KTV / 松竹） - 横山
- 闘え! ドラゴン（1974年、宣弘社 / 12ch） - 大河原英造
- ザ・ボディガード 第4話「妻の座が崩れる時」（1974年、東映 / NET） - 相沢
- ご存知遠山の金さん 第29話「謎の恋太鼓」（1974年、東映 / NET） - 勘助
- 白い牙 第26話「復讐のフィナーレ」（1974年、大映テレビ / NTV） - 阿久津
- 非情のライセンス（東映 / NET→ANB）
  - 第2シリーズ
    - 第8話「兇悪の燦めき」（1974年） - 島本
    - 第51話「優雅な兇悪」（1975年） - 堂脇義雄

  - 第3シリーズ 第11話「兇悪の女囚・コールガール殺人事件」（1980年） - 加納（丸友産業社長）
- 少年ドラマシリーズ（NHK）
  - 二十四の瞳（1974年） - 校長先生
  - 白い峠（1977年）
- 長崎犯科帳 第18話「忠四郎危機一髪」（1975年、ユニオン映画 / NTV） - 高岩平助
- 剣と風と子守唄 第20話「兄弟の勲章」（1975年、三船プロ / NTV） - 伊吹但馬亮
- 燃える捜査網 第7話「死者からの手紙」（1975年、東映 / NET） - 榊原（潮商事社長）
- 伝七捕物帳 （、NTV /ユニオン映画）
  - 第56話「怒りの十手」（1975年） - 三造
  - 第101話「女ごころいたずら覚書」（1976年）- 小助
- 大都会シリーズ（石原プロ / NTV）
  - 大都会 闘いの日々（1976年） - 一色光彦
  - 大都会 PARTII（1977年 - 1978年） - 梶山保（渋谷病院院長）
- 痛快! 河内山宗俊 第24話「手玉にとられた鬼三匹」（1976年、勝プロ / CX） - 加倉井半蔵
- いろはの"い" 第18話「黒い集団」（1976年、NTV / 東宝） - タイムス社・家庭部々長
- 新五捕物帳（ユニオン映画 / NTV）
  - 第49話「葵頭巾参上」（1978年） - 桔梗屋重兵衛
  - 第108話「野良犬ちび」 - 第196話「命をかけてくれた女」（1980年 - 1982年） - 同心・吉井
- 新・座頭市 第25話「帰って来た渡世人」（1977年、勝プロ / CX） - 辰造
- 特捜最前線（東映 / ANB）
  - 第39話「密告・コーヒージャック!」（1977年）
  - 第129話「非情の街・ピエロと呼ばれた男!」（1979年） - 水島明（水明会組長）
- 江戸の鷹 御用部屋犯科帖 第30話「怪奇! 八ツ目洞窟の隠し金」（1978年、三船プロ / ANB） - 磯部
- 人はそれをスキャンダルという（1978年、TBS） - 丹波
- 江戸の旋風（東宝 / CX）
  - 同心部屋御用帳 江戸の旋風IV 第2話「望郷の果て」（1978年） - 茂兵衛
  - 新・江戸の旋風 第12話「恋風孫兵衛・春の嵐吹く」（1980年） - 芝徳
- 日本巖窟王（1979年、NHK）- 加賀爪丹波
- 銭形平次 第656話「噂の娘」（1979年、東映 / CX）
- 伝七捕物帳 第4話「あに、いもうと」（1979年、国際放映 / ANB） - 茂兵衛
- 江戸の激斗 第1話「壮絶! 遊撃隊」（1979年、東宝 / CX） - 藤兵衛
- 遠山の金さん 第2シリーズ 第20話「姉弟ふたり」（1979年、ANB / 東映） - 寅吉
- ザ・スーパーガール 第29話「全裸殺人・謎のマッサージ師」（1979年、東映 / 12ch） - 三枝
- 手錠をかけろ! 第4話「入試問題殺人事件」（1979年、国際放映 / CX）
- 長七郎天下ご免! （ANB / 東映）
  - 第5話「情け! 高麗人参」（1979年） - 神尾重秀
  - 第86話「情け丁半!姉妹かんざし」（1981年）- 駿河屋
- ミラクルガール 第3話「アムステルダムに消えた美女」（1980年、12ch / 東映） - 吉田
- 大激闘マッドポリス'80 第8話「破壊」（1980年、東映 / NTV） - 岩崎順一郎
- 雪姫隠密道中記 第16話「もっこ担いで悪退治 -名古屋-」（1980年、MBS） - 山崎大膳
- 服部半蔵 影の軍団 第22話「恐怖の仕掛人」（1980年、KTV / 東映） - 龍馬
- 関ヶ原（1981年、TBS） - 真田昌幸
- 右門捕物帖 第20話「白浪五人男」（1982年、ユニオン映画 / NTV）
- 源九郎旅日記 葵の暴れん坊 第38話「駆けろ! げんこつ街道」（1983年、東映 / ANB） - 五色屋
- 柳生十兵衛あばれ旅 第20話「火薬に挑む女」（1983年、東映 / ANB） - 日比野勘解由
- 流れ星佐吉 第20話「大江戸純情物語」（1984年、KTV / 松竹）
- 西部警察 PART-III 第60話「父と子の激走! ニューマシン・刀R」（1984年、石原プロ / ANB） - 土方モータース社長
- ただいま絶好調! 第2話「旅芝居ロック一座」（1985年、石原プロ / ANB）
- そして戦争が終った（1985年、TBS） - 梅津善治郎
- 風雲江戸城 怒涛の将軍徳川家光（1987年、東映 / TX） - 鷹司信房
- 若大将天下ご免! 第2話「紅かんざしに燃えた剣!」（1987年、東映 / ANB） - 秋月与左衛門
- 長七郎江戸日記 （ユニオン映画 / NTV）
  - 第1シリーズ 第22話「狙われた姫君」（1984年）- 永井監物
  - 第2シリーズ 第36話「友吉、愛に死す」（1988年） - 岡村主水
- 風雲! 真田幸村 第20話「京の激突! 黄金の太刀を追え」（1989年、東映 / TX） - 磯貝主膳
- 名奉行 遠山の金さん （東映 / ANB）
  - 第2シリーズ 第21話「花火が見ていた悪の顔」（1989年） - 藤兵衛
  - 第4シリーズ 第15話「覗かれた砂絵の女」（1992年） - 水野頼正
  - 第5シリーズ 第6話「涙の仇討!二度裏切られた女」（1993年） - 桂木清秀
  - 第7シリーズ 第14話「振袖の罠!女形が賭けた夢舞台」（1996年） - 三野田一角
- 美少女仮面ポワトリン（1990年、東映 / CX） - 岡田警視正
- 鬼平犯科帳（松竹 / CX）
  - 第2シリーズ 第7話「猫じゃらしの女」（1990年） - 伊勢野の甚右衛門
  - 第5シリーズ 第3話「蛙の長助」（1994年） - 三浦屋彦兵衛
- 艶姿! 初春 照姫七変化（1991年、東映 / CX）
- あばれ八州御用旅 第2シリーズ 第15話「炎の地獄に見た人情」（1991年、ユニオン映画 / TX） - 杉田玄朴
- 銭形平次（東映 / CX） ※北大路欣也版
  - 第1シリーズ 第14話「盗まれた仏像」（1991年） - 松木屋
  - 第3シリーズ 第5話「消えた花婿」（1993年） - 平右衛門
  - 第4シリーズ 第5話「最後の賭け」（1994年） - 市川太郎松
- 八百八町夢日記 第2シリーズ 第9話「子を思う闇」（1991年、ユニオン映画 / NTV） - 伊之助
- 暴れん坊将軍（ANB / 東映）
  - 暴れん坊将軍IV（1992年）
    - 第49話「恋山彦 幻の花嫁!」 - 寺脇郷右衛門
    - 第69話「陰謀あばいた饅頭姫!」 - 笠倉屋九兵衛

  - 暴れん坊将軍V
    - 第15話「めおと春秋、涙に夢灯り」（1993年） - 蓬莱屋彦右衛門
    - 第37話「わが恋せし上様」（1994年） - 綱木屋千蔵

  - 暴れん坊将軍VI
    - 第2話「標的は将軍様」（1994年） - 吉兵衛
    - 第39話「死を呼んだ悲願花」（1995年） - 田原喜十郎
    - 第50話「天下を正す無頼漢」（1996年） - 小川玄庵
- 新・三匹が斬る! 第14話「金儲けの、イロハ指南に賭けた首」（1992年、ANB / 東映） - 大木頼母
- 江戸中町奉行所 第2シリーズ 第6話「暗闇の魔手」（1992年、松竹 / TX）
- 半七捕物帳 第16話「悲しみ色の女」（1993年、ユニオン映画 / NTV） - 喜平
- コンビにまりあ（2001年、CBC）

### 舞台
- 忘れられぬ五月一日（1952年、劇団喜劇座・劇団中芸） - 小村英雄[9]
- 湖底の故郷（1952年、劇団喜劇座・劇団中芸） - 工事監督[9]
- みんな我が子（1952年、劇団泉座） - ジョージ・ディヴァー[9]
- エゴール・ブルイチョフとその他の人々（1953年、ゴリキー生誕85年記念公演） - ヤコフ・ラプチェフ[10]
- 人間群落（1954年、劇団泉座） - 中島久造[11]
- ペテン師顛末（1957年、劇団泉座） - 栗晩成[12]
- 結婚行進曲（1963年、劇団泉座） -劉天野[2]

### 吹き替え
- 月曜ロードショー 「仁義」（1973年、TBS） - イヴ・モンタン

番組改編期の目玉作品。アラン・ドロンは中野誠也、ジャン・マリア・ヴォロンテは草野大悟、ブールヴィルは小沢重雄。

### CM
- 江戸むらさき（桃屋）

## 著書
- アマチュア演劇 劇つくりハンドブック（1974年,青雲書房）

新芸術研究会としての共著、第6章「メーク・アップ」を担当。